# زن در ریگ روان (فیلم)
زن در ریگ روان (به ژاپنی: 砂の女، سونا نو اونا) نام فیلمی درام به کارگردانی هیروشی تشیگاهارا محصول سال ۱۹۶۴ است. فیلم‌نامه این فیلم را کوبو آبه بر پایه رمان خود به همین نام نوشته‌است. «آبه» با به‌کارگیری عناصر محدود داستانی، به بیان رنج زیستن به همراه تلاش‌های بسیار انسان برای رسیدن به هدف یا معنای زندگی می‌پردازد.
این داستان مایه‌های پررنگی از فلسفهٔ اگزیستانسیالیسم در خود دارد و به پیچ و خم‌های مسیری اشاره می‌کند که انسان طی می‌کند تا معنایی برای ماهیتِ افکار یا عملکرد یا زاویهٔ نگاهش به هستی ایجاد کند. انسانی که در این فیلم تصویر می‌شود مسئولِ سرنوشتِ خویش است. اگرچه بسیاری از اتفاقات، خارج از حیطهٔ قدرت و خواستِ او رقم می‌خورند، اگرچه بسیاری از تلاش‌های او نافرجام‌اند، اما در نهایت این خودِ اوست که تصمیم می‌گیرد چگونه زندگی کند.
این فیلم، جزء ۱۰ فیلم برتر تاریخ سینمای جهان، به انتخاب آندری تارکوفسکی سینماگر روس است.
همکاریِ کوبو آبه در مقام نویسنده و هیروشی تشیگاهارا در مقام کارگردان، پس از این فیلمِ موفق ادامه یافت و آن‌ها اثر دیگری به نام چهره دیگری ساختند.

## داستان
این فیلم روایتگر داستان مردی است که در یک دهکدهٔ ساحلیِ دورافتاده، در ته گودال پهناوری که دیواره‌های بلند شنی دارد زندانی می‌شود؛ گودالی که تنها یک خانه در آن است و زنی تنها در آن زندگی می‌کند…

## جوایز
- جایزه ویژه هیئت داوران جشنواره فیلم کن (۱۹۶۴)[۴]
- نامزد اسکار بهترین فیلم خارجی